# 조반니 파스콜리

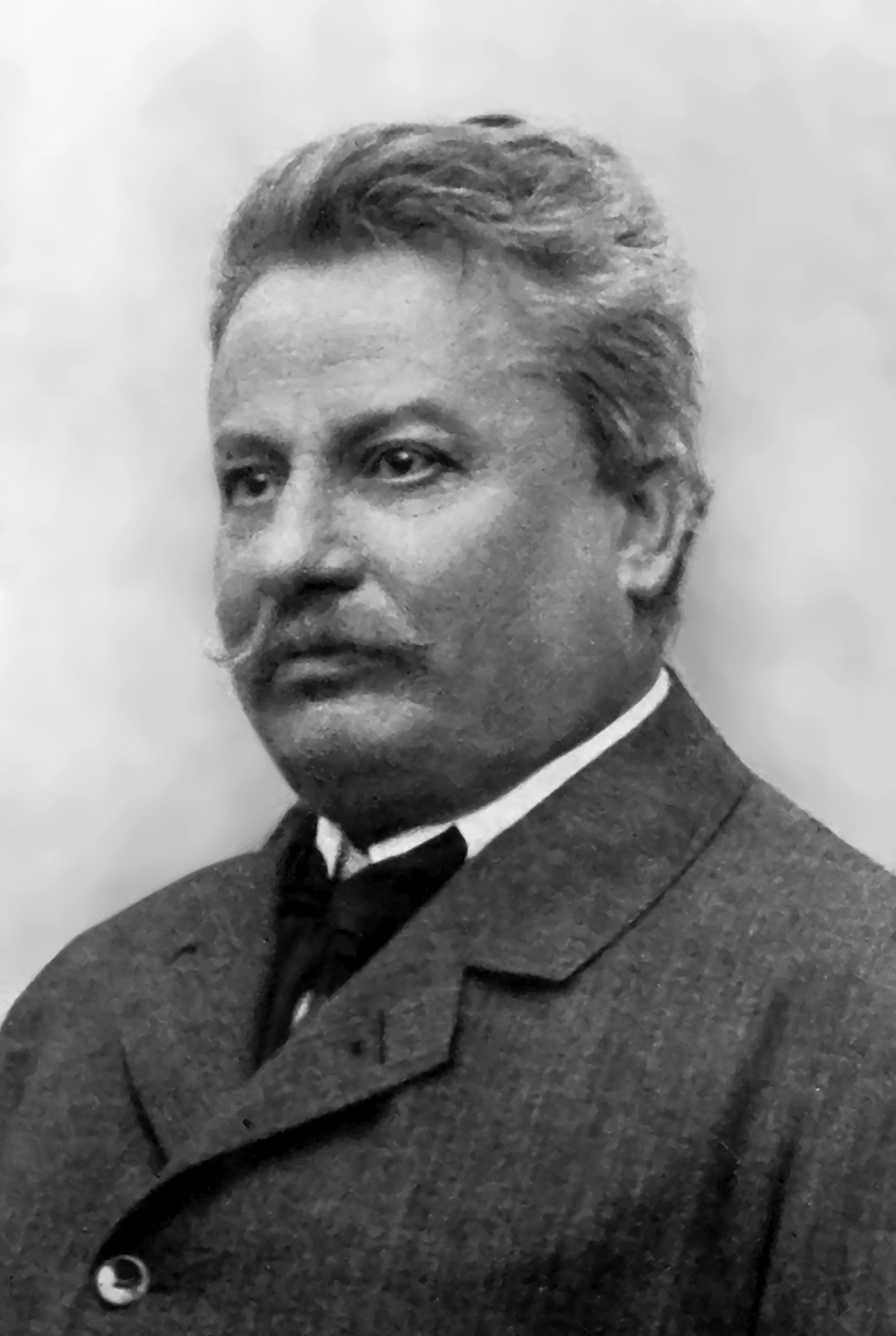

조반니 파스콜리(이탈리아어: Giovanni Pascoli, 1855년 12월 31일 ~ 1912년 4월 6일)는 이탈리아의 시인이다. 로마냐에 있는 작은 마을 산마우로에서 출생하였다. 1867년 8월 부친이 암살당하고 집안에 불행이 겹쳐왔다. 1873년 볼로냐 대학 입시 때 카르두치에게 인정받는 바 되어 수석의 성적으로 급비생이 되었다. 그러나 사회의 불합리에 격분하여 한때 학업을 중단하고 인터내셔널에 가맹하여 약 4개월간 옥고를 치렀다. 1882년 우수한 성적으로 졸업하여 각지에서 고전어 교사를 역임, 1905년 후에는 모교에서 국문학 교수로 봉직했다. 평생 독신으로 여동생과 평화로운 생활을 보내다 볼로냐에서 사망하였다. 시집 10권, 라틴 시집 1권, 단테 연구 3권 등의 저작이 있으나 주저는 <미리체>이다. 전원의 아름다움, 유년시대의 추억, 사별한 가족과의 영교(靈交) 등을 시재(詩材)로 하는 짤막한 내용의 것으로 되어 있다. 종래의 시인들이 지나쳐 버렸던 것과 같은 사소한 인상을 포착하는 그의 단편적 시풍은 현대 이탈리아 시단에 강한 영향을 주었다.